# 21541 Friskop
21541 Friskop este un asteroid din centura principală de asteroizi.

## Descriere
21541 Friskop este un asteroid din centura principală de asteroizi. A fost descoperit pe 17 august 1998 la Socorro, New Mexico, în cadrul proiectului LINEAR. Asteroidul prezintă o orbită caracterizată de o semiaxă mare de 2,96 ua, o excentricitate de 0,05 și o înclinație de 9,5° în raport cu ecliptica.